# 1005
| Calendário gregoriano                                                        | 1005 MV                                                |
| Ab urbe condita                                                              | 1758                                                   |
| Calendário arménio                                                           | 454 – 455                                              |
| Calendário bahá'í                                                            | -839 – -838                                            |
| Calendário budista                                                           | 1549                                                   |
| Calendário chinês                                                            | 3701 – 3702 Início a 13 de fevereiro (aproximadamente) |
| Calendário copta                                                             | 721 – 722                                              |
| Calendário etíope                                                            | 997 – 998                                              |
| Calendários hindus - Vikram Samvat - Calendário nacional indiano - Cáli Iuga | 1060 – 1061 926 – 927 4105 – 4106                      |
| Calendário Holoceno                                                          | 11005                                                  |
| Calendário islâmico                                                          | 395 – 396                                              |
| Calendário judaico                                                           | 4765 – 4766                                            |
| Calendário persa                                                             | 383 – 384                                              |
| Calendário rúnico                                                            | 1255                                                   |
| Calendário solar tailandês                                                   | 1548                                                   |

1005 (MV, na numeração romana) foi um ano comum do século XI do Calendário Juliano, da Era de Cristo, e a sua letra dominical foi G (52 semanas), teve início numa segunda-feira e terminou também numa segunda-feira.
No território que viria a ser o reino de Portugal estava em vigor a Era de César que já contava 1043 anos.
| Ano completo                         |
| ------------------------------------ |
| Ano comum com início à segunda-feira |

## Eventos
- Fundação da cidade de Cazã.
- Malcolm II sucede Kenneth III como rei da Escócia.
- Pomerânia lança uma sublevação contra a Igreja.
- Sciaffusa começa a cunhar suas próprias moedas.

## Nascimentos
- 20 de Junho - Ali Azair, califa (m. 1036)
- Isaac I Comneno, imperador bizantino. (m. 1061)
- Macbeth de Escócia.

## Mortes
- 25 de Março - Kenneth III da Escócia (morto em batalha).
- Abe no Seimei, onmyōji japonês.
- Sigmundur Brestisson, líder das Ilhas Feroé. (assassinado)
- Guisado de Lluçà, foi senhor de Lluçà.